# Organeum
Organeum is een cultureel en educatief centrum met een museum dat gewijd is aan toetsinstrumenten in de Duitse stad Weener in de deelstaat Nedersaksen. Het Organeum dient tevens als locatie voor masterclasses voor gevorderde, talentvolle organisten, als concertzaal en studie- en congresruimte.

## Museum
Het (tot 2002 in het Steenhuis Bunderhee gevestigde) museum werd in 1997 opgericht door de bekende organist en professor Harald Vogel en is gevestigd in een herenhuis dat dateert uit 1870. Het staat in het oude centrum van Weener en heeft als doelstelling bij te dragen aan de ontwikkeling, onderzoek en promotie van de Noordwest-Duitse orgelgeschiedenis.
De collectie omvat meer dan 100 historische toetsinstrumenten, alsmede een organologische bibliotheek voor onderzoeksdoeleinden.

## Collectie (kleine selectie)
- Klavecimbel gebouwd door Christian Zell uit 1741
- Bureauorgel gebouwd door Frans Casper Snitger & Heinrich Hermann Freytag uit 1796
- Traporgel gebouwd door firma Schiedmayer uit eind 19e eeuw
- Vleugel gebouwd door Broadwood & Sons uit omstreeks 1888

## Galerij

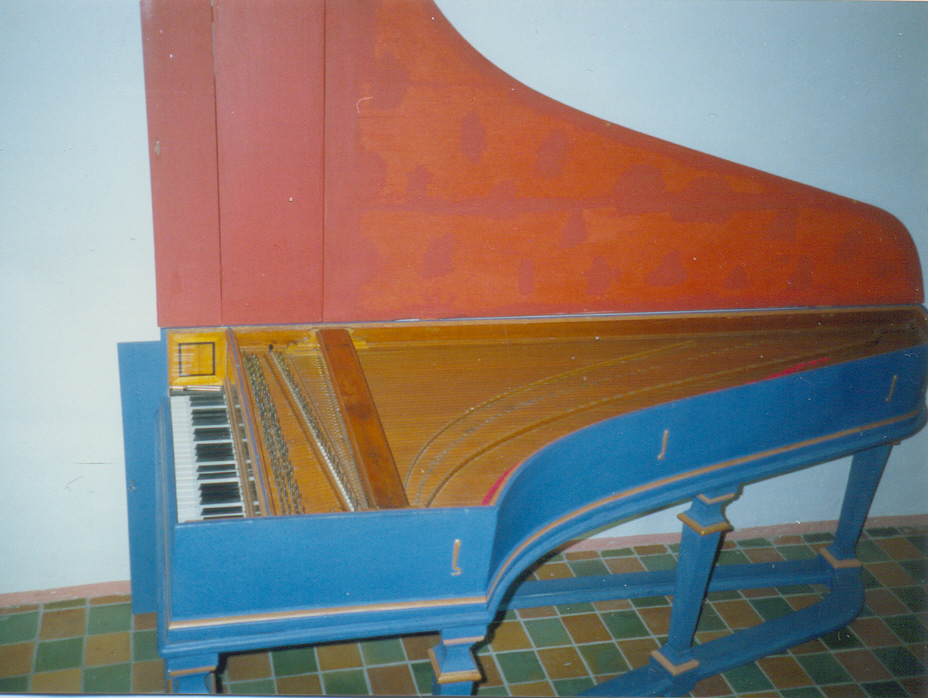
Klavecimbel gebouwd door Christian Zell
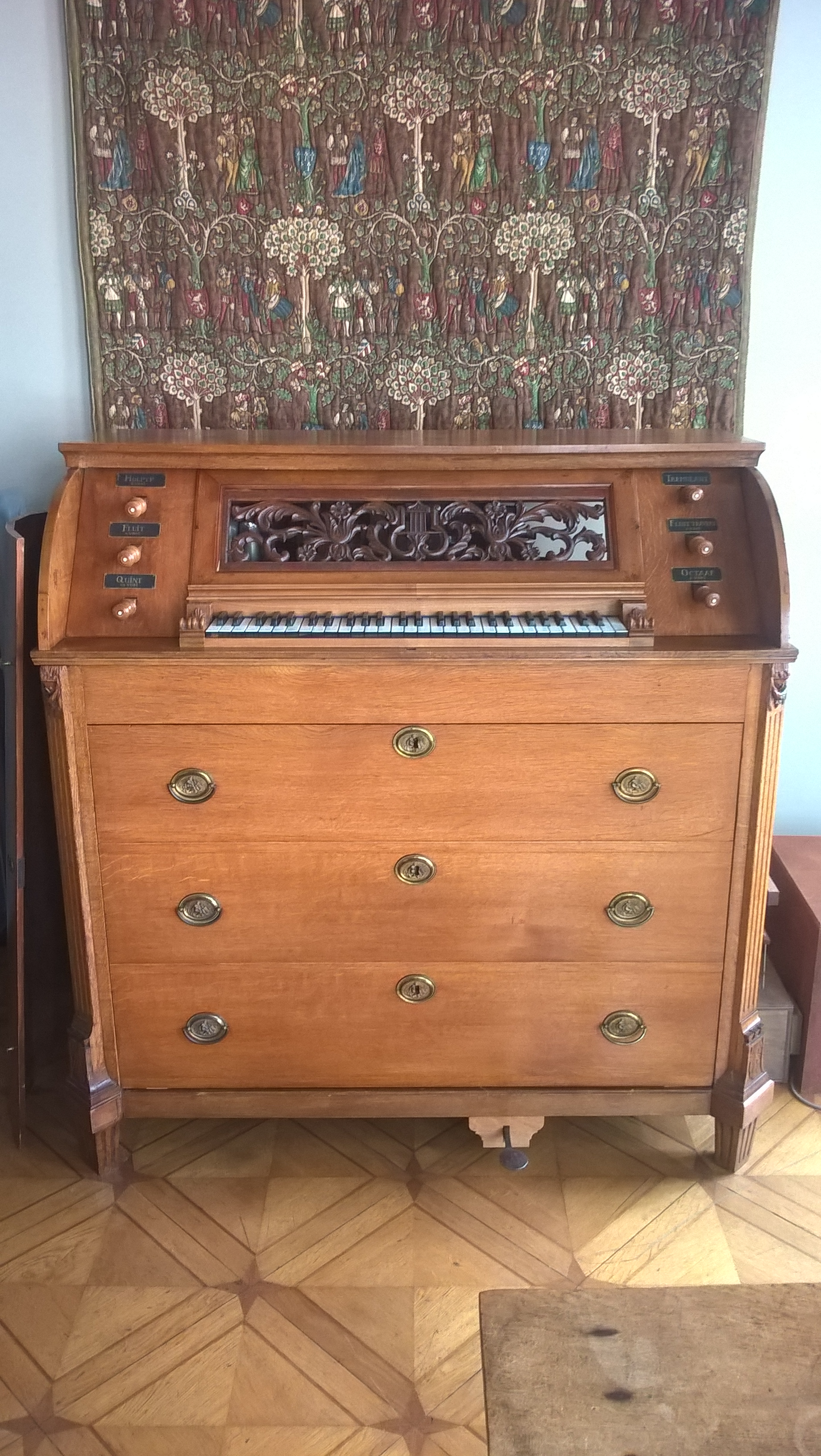
Bureau orgel gebouwd door Snitger & Freytag
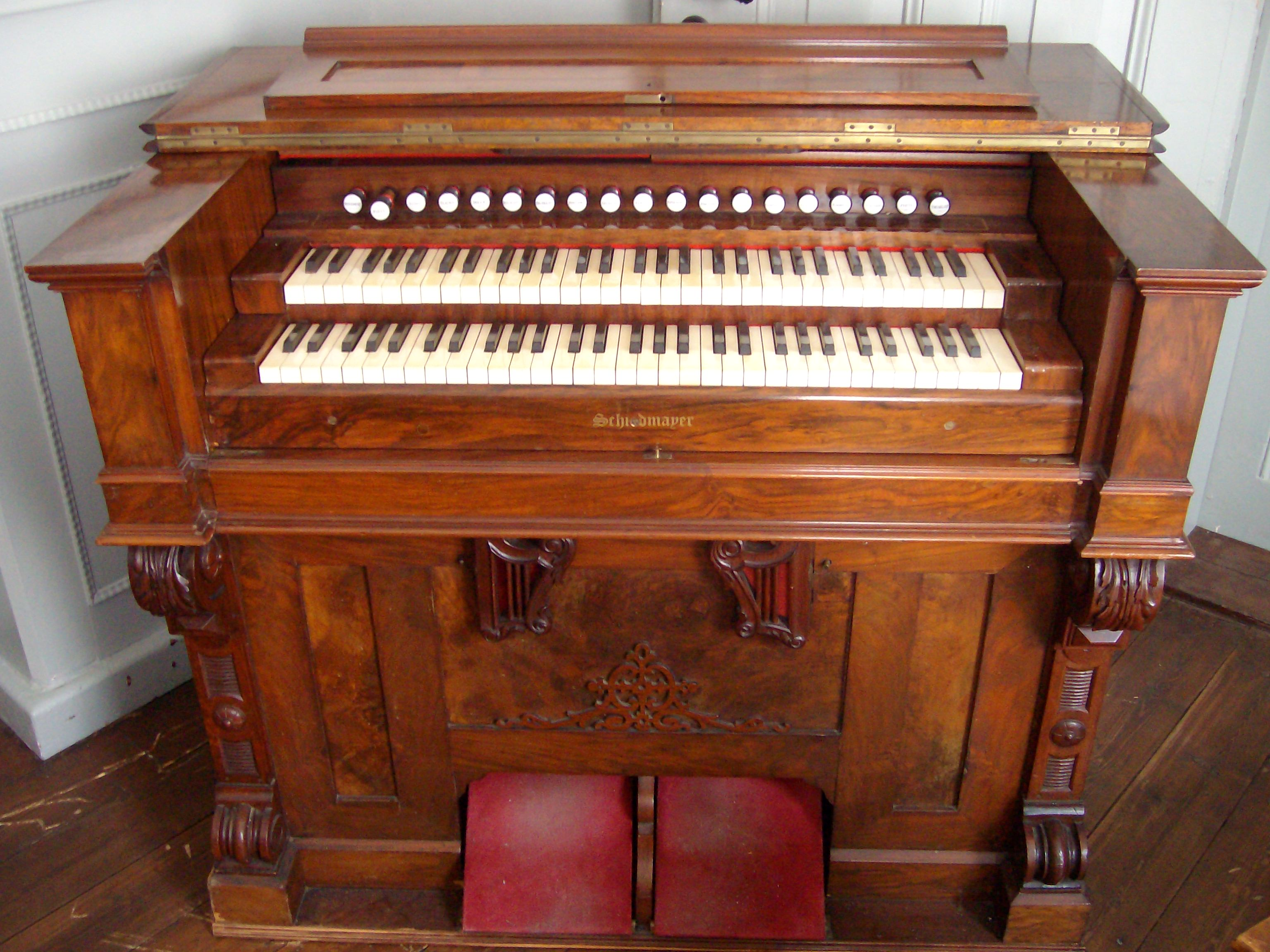
traporgel gebouwd door firma Schiedmayer
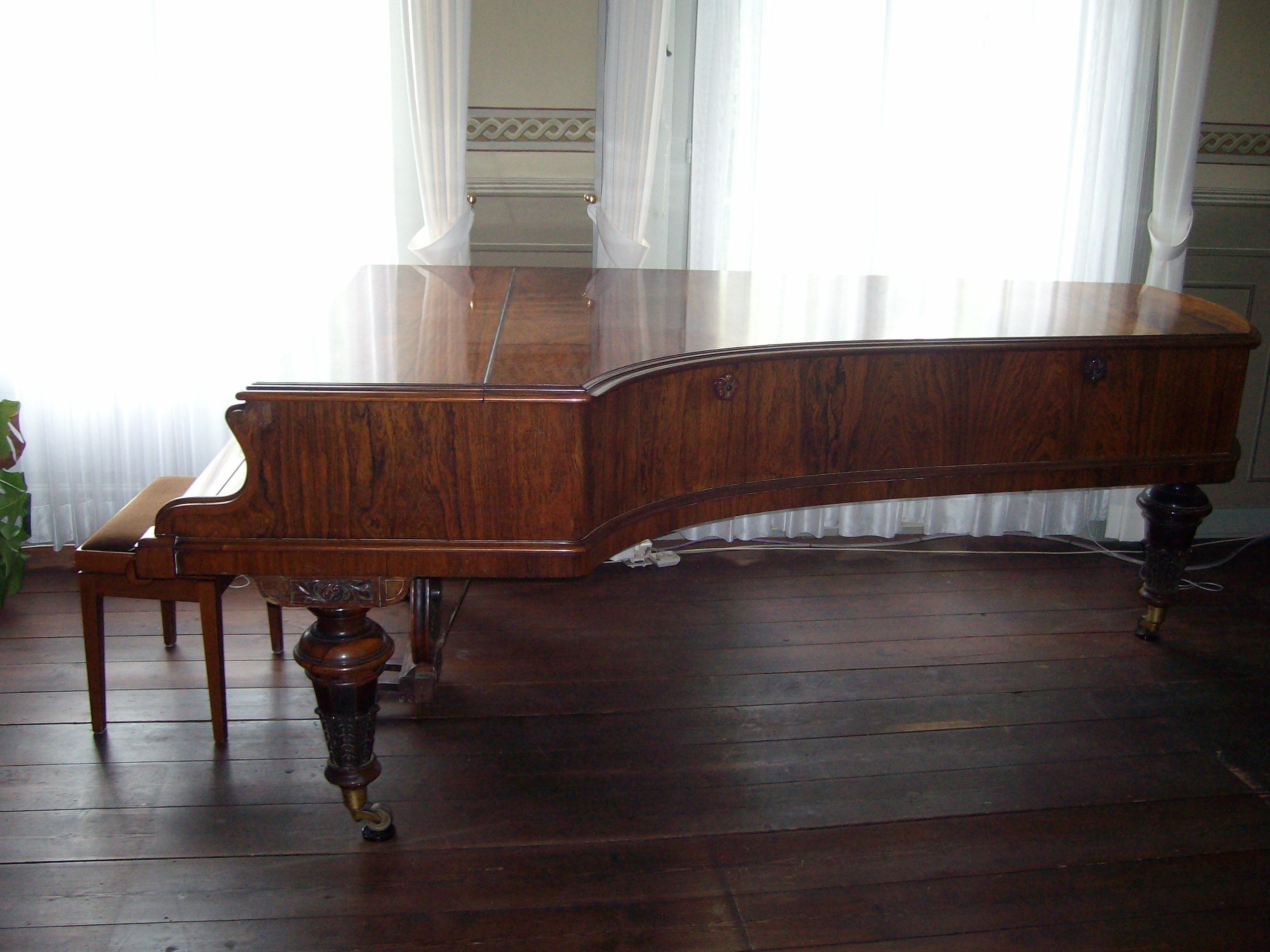
Vleugel gebouwd door Broadwood & Sons